# Peggy Guggenheim
Pour les articles homonymes, voir Guggenheim.
Marguerite « Peggy » Guggenheim est une mécène américaine, collectionneuse d'art moderne et galeriste, née le 26 août 1898 à New York dans le quartier Ouest de la 69e avenue et morte le 23 décembre 1979 à Camposampiero dans la province de Padoue, près de Venise où elle a passé les dernières années de sa vie.
Autodidacte en art moderne, elle a appris, avec des amis comme Marcel Duchamp ou Jean Cocteau, à apprécier l'art abstrait dont elle a ensuite fait la promotion, avec beaucoup de discernement, allant à l'encontre même de son oncle, Solomon Guggenheim, qui a mis du temps avant de reconnaître la valeur des acquisitions de Peggy Guggenheim.
Elle a ouvert une galerie à Londres sous le nom de « Guggenheim Jeune », encourageant les artistes alors peu connus. Pendant la Seconde Guerre mondiale, usant du prestige de son nom et de sa nationalité américaine, elle a sauvé un grand nombre d'artistes pour lesquels elle a obtenu de faux papiers et elle a financé leur passage aux États-Unis, apportant son aide à Varian Fry.
Son nom reste lié au musée qu'elle a fondé à Venise sur le Grand Canal, la Collection Peggy Guggenheim dans le palais Venier dei Leoni, sa dernière résidence. Sa vie tourmentée de femme légère, « mangeuse d'hommes » a occulté le travail de recherche et le « flair » dont elle a su faire preuve à l'instar de son oncle Solomon R. Guggenheim.
De retour à New York, en 1959, pour l'inauguration du musée de son oncle, elle est effarée par la tournure commerciale que le mouvement artistique américain a prise. Dans son autobiographie, elle porte un jugement sévère sur le nouveau « monde de l'art ».

## Biographie
Marguerite Guggenheim, née dans une famille new-yorkaise fortunée, est la fille de Benjamin Guggenheim milliardaire dans le cuivre et de Floretta Seligman, fille d'un riche banquier new-yorkais. L'oncle de Marguerite, Solomon R. Guggenheim, est le créateur de la Fondation Solomon R. Guggenheim.
De la 69e rue, la famille passe rapidement à un hôtel particulier à l'est de la 72e rue, là où habitent également les Rockefeller. Son père, qu'elle adore et qui donne à ses trois filles une solide éducation, la désespère du fait de ses nombreuses maîtresses. Entre autres la Comtesse Taverny que Peggy Guggenheim découvre chez Rumpelmeyer et dont la beauté l'éblouit. La comtesse est déjà remplacée par une chanteuse de cabaret lorsque Benjamin Guggenheim meurt dans le naufrage du Titanic.
La fortune de Benjamin a fondu comme neige au soleil lorsqu'en 1911, il s'est séparé de ses frères pour vivre à Paris où il a des intérêts dans l'entreprise qui construit l'ascenseur de la Tour Eiffel. Il a laissé un grand désordre dans ses affaires et il ne reste pas grand-chose pour sa famille, que les oncles Guggenheim prennent en charge sans l'informer de la situation. Peggy Guggenheim n'est pas une riche héritière contrairement à la légende. Il faudra attendre que les oncles redressent les comptes et que le grand-père laisse un héritage important pour que Peggy Guggenheim, à 21 ans, entre en possession de sa fortune à l'été 1919.
La jeune fille entreprend alors un grand voyage à travers les États-Unis, des chutes du Niagara à la frontière mexicaine. Durant l'hiver 1920, Peggy Guggenheim s'ennuie et subit une intervention de chirurgie esthétique pour modifier son nez. L'opération est un échec et elle se retrouve avec un profil pire que le précédent. Ressentant le besoin de travailler, elle trouve un emploi dans la librairie libérale  « Sunwise Turn » appartenant à son cousin Harold Loeb près de Grand Central Station. Elle y rencontre de nombreuses célébrités, parmi lesquelles Marsden Hartley, son futur mari Laurence Vail,  Helen et Leon Fleischmann et fait la connaissance d'intellectuels férus d'Europe et d'art moderne,,.
Leon Fleischmann la présente à Alfred Stieglitz et, à cette occasion, ils lui montrent un tableau de Giorgia O'Keeffe, que Guggenheim ne sait pas dans quel sens tenir entre ses mains, car c'est la première fois qu'elle voit une peinture abstraite.

### Peggy Guggenheim en Europe
En 1921, à l'âge de 23 ans, elle s'installe à Paris et convainc les Fleischmann de la suivre. Par leur intermédiaire, elle retrouve Laurence Vail, qui a alors une liaison avec Helen Fleischmann.
Étant encore vierge et curieuse d'expérimenter les positions sexuelles représentées dans une collection de photos de fresques de Pompéi qu'elle a prise, elle songe solliciter Laurence à cette fin. 
Laurence Vail est un écrivain talentueux encore inconnu à l'époque. Il fréquente le Café de La Rotonde à Montparnasse et est considéré comme le roi des bohémiens.
Il devient son époux et le père de ses deux enfants : un fils nommé Michael Cedric Sindbad Vail, né en Angleterre et une fille Pegeen, née en Suisse. Peggy Guggenheim est obsédée par l'obligation du service militaire en France, c'est la raison pour laquelle, à chaque naissance, elle accouche dans un autre pays. Pourtant comme elle l'indique elle-même dans sa biographie, elle partageait son temps entre la France et l'Italie. Dès 1920 elle achète un appartement à Paris avenue Reille, ainsi que l'hôtel Croix-fleurie à Pramousquier, dans la commune du Rayol-Canadel-sur-Mer, qu'elle réaménage en villa et rebaptise Kia Ora,.
Le couple est dans une relation ouverte, s'autorisant d'autres relations sexuelles ou amoureuses. Peggy Guggenheim entame une relation avec Leon Fleischmann.

#### Guggenheim Jeune
À Paris, elle se lie d'amitié avec Constantin Brâncuşi et surtout, avec Marcel Duchamp qui se montre de bon conseil pour la constitution de sa collection et pour ses futures expositions de sa galerie Guggenheim Jeune qu'elle ouvre à Londres en 1938.
En 1928, à Saint-Tropez, elle rencontre John Holms (ou John Ferrar Holms ), écrivain alcoolique, avec lequel elle vit à Londres. Holms a une réputation de génie alors qu'il n'a publié que The Calender of modern letters en 1925 et un seul poème. Il a orienté Peggy Guggenheim vers la littérature. Elle lit Marcel Proust, Céline, Shakespeare. Leurs rapports sont difficiles, John se détruit à l'alcool et meurt, en 1934, à la suite d'une intervention chirurgicale. Peggy Guggenheim, réputée folle amoureuse de lui, écrit, après avoir débarrassé l'appartement qu'ils occupaient à Paris, qu'elle « se sentit soulagée : rien ne subsistait de sa vie avec John,. »
Deux années plus tard, en 1936, elle rencontre un autre écrivain, Douglas Garman , qu'elle encourage à abandonner toute activité de journaliste pour se consacrer à son œuvre. Garman est communiste, militant, il participe aux défilés revendicatifs des mineurs du Pays de Galles, ce qui effraie Peggy Guggenheim. Elle se sépare rapidement de lui et elle fonde une galerie d'art Guggenheim Jeune avec, pour conseillers principaux, Marcel Duchamp et Jean Cocteau. Pour sa première exposition, elle choisit Brâncuşi.
Elle avoue qu'à cette époque, elle ne connaissait absolument rien à l'art moderne« J'étais incapable de faire la différence entre l'art abstrait et le surréalisme », et que ce sont Jean Cocteau et Duchamp qui lui donnent des cours. Grâce à eux, elle rencontre Jean Arp à qui elle achète une œuvre qui est la première de sa collection. Peggy Guggenheim raffole du couple Jean et Sophie Arp auxquels elle rend souvent visite à Meudon. Elle expose ensuite Jean Cocteau et Vassily Kandinsky.
Guggenheim Jeune devient une galerie reconnue pour laquelle Peggy Guggenheim doit d'ailleurs se battre. Notamment avec les douanes pour importer des sculptures de Jean Arp, Henry Moore, Alexander Calder, Brâncuşi, Antoine Pevsner.
Très vite, Peggy Guggenheim devient authentiquement « art addict » selon ses propres termes. Elle achète beaucoup d'œuvres parmi celles des artistes qu'elle expose. Kandinsky lui tient particulièrement à cœur. Elle regrettera toujours par la suite de ne pas avoir acquis tous ses tableaux. L'oncle de Peggy Guggenheim, Solomon, avait déjà acheté des Kandinsky. Quand Peggy Guggenheim lui propose des tableaux de son exposition, Rudolph Bauer, rival de Kandinsky déconseille à Solomon d'en prendre d'autres. Cela n'empêche pas Guggenheim Jeune d'avoir un succès énorme et d'excellentes critiques de la presse. La galerie est lancée. Elle expose ensuite Yves Tanguy, qui sera son amant, après une courte aventure avec Roland Penrose. Dans le même temps, elle se lie d'« une drôle d'amitié » avec Samuel Beckett et elle découvre Victor Brauner, Bram Van Velde, ami de Beckett. Peggy Guggenheim devient une collectionneuse « ivre d'art moderne ». Sa collection grossit démesurément au point qu'elle envisage de la transférer à la campagne après les accords de Munich, craignant déjà les bombardements de Londres. Elle se ravise peu après et rapporte tout dans la galerie.

### La Seconde Guerre mondiale

#### Paris et la collection

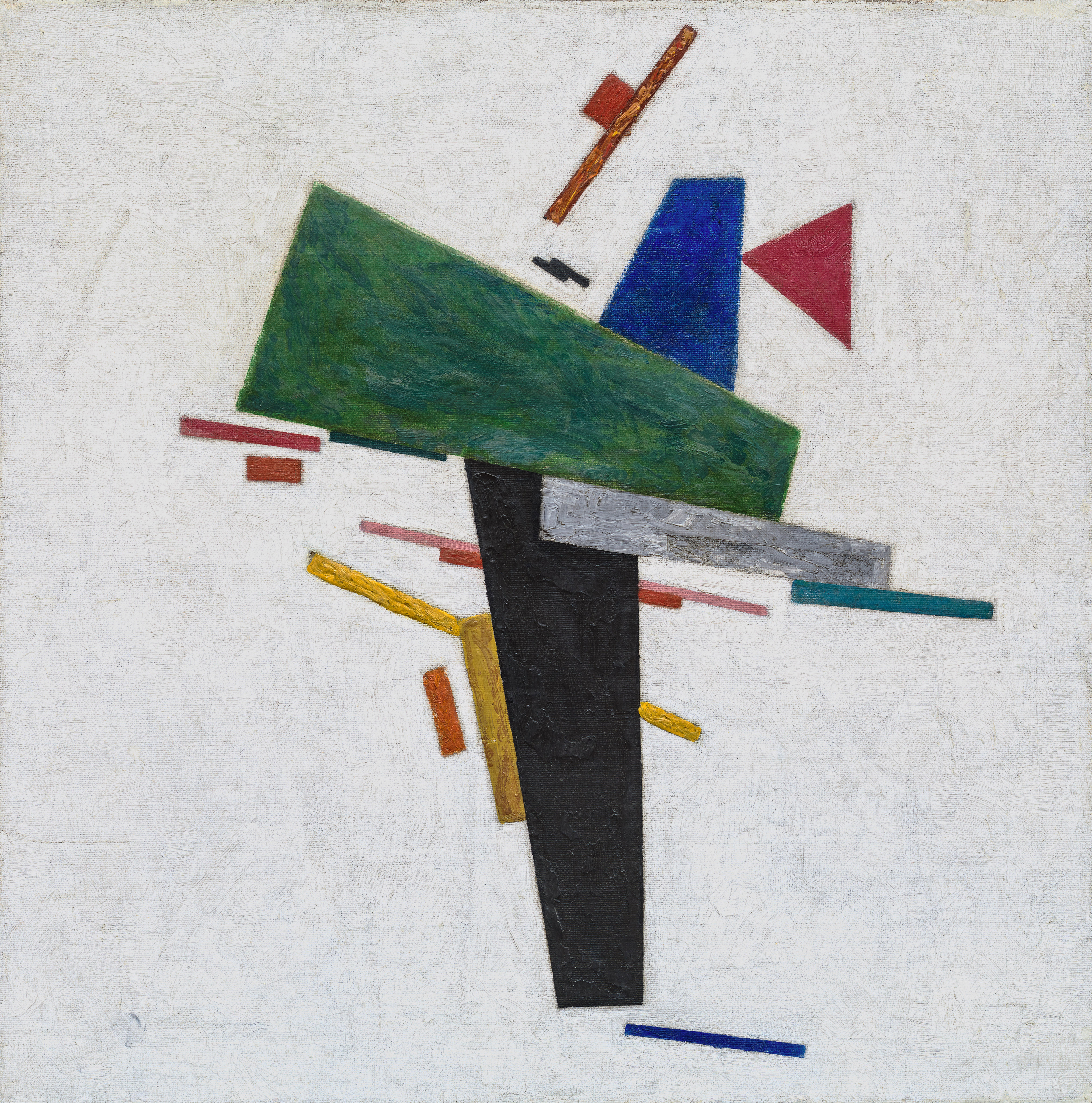
Kazimir Malevitch, sans titre, 1916

En août 1939, Peggy Guggenheim retourne en France et elle cherche un château à acheter pour installer une « communauté d'artistes ». Elle ne trouve ni le château, ni les artistes volontaires. Elle offre pourtant un toit et une petite indemnité en échange de quelques tableaux ; le projet échoue,. Lorsque la « drôle de guerre » éclate, Peggy Guggenheim est soudain saisie d'une « fièvre acheteuse » réunissant les tableaux invendus de sa galerie, complétant la collection avec de nouvelles acquisitions. Elle court d'atelier d'artiste en atelier d'artiste et elle cherche tout ce qui lui paraît intéressant. Son œil maintenant exercé déniche des chefs-d'œuvre, les artistes, qui savent qu'elle achète, viennent aussi lui proposer leur travail. Ainsi se forme l'une des plus grandes collections d'œuvres d'art du XXe siècle, constituée par une jeune femme qui ignorait tout quelques années auparavant et qui est devenue une véritable experte.
Son acquisition la plus difficile est L'Oiseau dans l'espace de Brâncuşi qui en demande 4 000 dollars. Malgré leur grande amitié, Brâncuşi, qui a par ailleurs la manie de la persécution, qui se sent espionné et traqué, ne cède pas d'un pouce. C'est par la sœur du couturier Paul Poiret qu'elle obtient Maiastra, son tout premier oiseau exécuté en 1912. Désormais, Giacometti voisine avec Dali, Jean Hélion avec Max Ernst dont elle vient de faire la connaissance. C'est dans l'atelier de Fernand Léger qu'elle apprend la nouvelle : Hitler vient d'envahir la Norvège. Dès ce moment, Peggy Guggenheim cherche à mettre sa collection à l'abri. Elle propose au Louvre de la conserver. Les œuvres sont jugées trop modernes et refusées par le musée. C'est finalement à Saint-Gérand-le-Puy, près de Vichy, dans un château loué par son amie Maria Jolas, que la collection est entreposée dans une grange, sous des bottes de foin. Ensuite, et jusqu'à son retour aux États-Unis, c'est le musée de Grenoble qui conserve et sauve la collection de Peggy Guggenheim jusqu'au printemps 1941.

#### La Suisse et Marseille
Le visa de Peggy Guggenheim ayant expiré, elle ne parvient pas à le renouveler et part vers la Suisse. Elle assiste, terrifiée, à l'exode de 1940 en France, avec les routes encombrées et les gens qui fuient la capitale. En Suisse, elle retrouve ses enfants et les Arp (Jean envisage de fuir aux États-Unis et d'y fonder une variante de Bauhaus).
Sachant que la France risque d'être occupée dans sa totalité, Peggy Guggenheim retourne à Vichy pour demander à l'ambassadeur des États-Unis, William Leahy, de l'aider à embarquer sa collection. Pour cela, elle commence à rédiger un catalogue qu'elle tape elle-même à la machine avec l'aide de Jean Arp et d'André Breton. L'autorisation lui est finalement donnée grâce au subterfuge de René Lebebvre-Foinet (l'un des associés d'une firme parisienne qui avait expédié ses peintures à Londres du temps de Guggenheim Jeune). Lefebvre envoie la collection de Grenoble aux États-Unis, en nommant les œuvres d'art « articles mobiliers », auxquels Peggy Guggenheim rajoute des objets personnels.
À Grenoble, elle reçoit un télégramme désespéré de Kay Sage, épouse de Yves Tanguy, qui la supplie de financer le passage en Amérique d'artistes et de leur entourage. Il est question alors d'André Breton, de sa femme, de sa fille, de Max Ernst et du docteur Mabille, le médecin des surréalistes, ainsi que de Victor Brauner, alors caché dans la montagne, près de Marseille. Peggy Guggenheim se rend à Marseille et elle prend contact avec le comité d'urgence dirigé par Varian Fry. Fry rassemble de l'argent qu'il distribue aux réfugiés qui fuient la Gestapo. Ses activités embarrassent d'ailleurs le gouvernement américain qui souhaite lui faire quitter la France pour éviter des problèmes avec le gouvernement de Vichy. Peggy Guggenheim ignore tout de la Résistance et des dangereuses activités de Varian Fry.

#### Max Ernst
Elle retourne à Grenoble, épouvantée par l'atmosphère qui règne à Marseille, après avoir fait à Fry le don d'une somme importante.
Elle promet également de payer le passage en Amérique de Max Ernst qui vient d'être libéré d'un camp d'internement et qui lui offre l'une de ses peintures en compensation. Peggy Guggenheim retourne alors une seconde fois à Marseille où commence sa liaison avec l'artiste qui va devenir son mari.
Dans le « château » où s'est réfugié André Breton, désormais parti aux États-Unis, elle retrouve Ernst qu'elle avait déjà rencontré du temps de Guggenheim Jeune, et dont elle avait exposé les œuvres. Pour lui, elle va au consulat des États-Unis où les citoyens américains sont dispensés de file d'attente. Elle renouvelle son visa. Peggy Guggenheim étant elle-même juive, Max lui conseille de se réclamer de sa nationalité américaine et de ne pas admettre qu'elle est juive. À cette époque, Ernst est encore très lié à Leonora Carrington qu'il quitte pour partir aux États-Unis le 13 juillet 1941 avec Peggy Guggenheim qui devient sa femme l'année suivante.

### Retour aux États-Unis

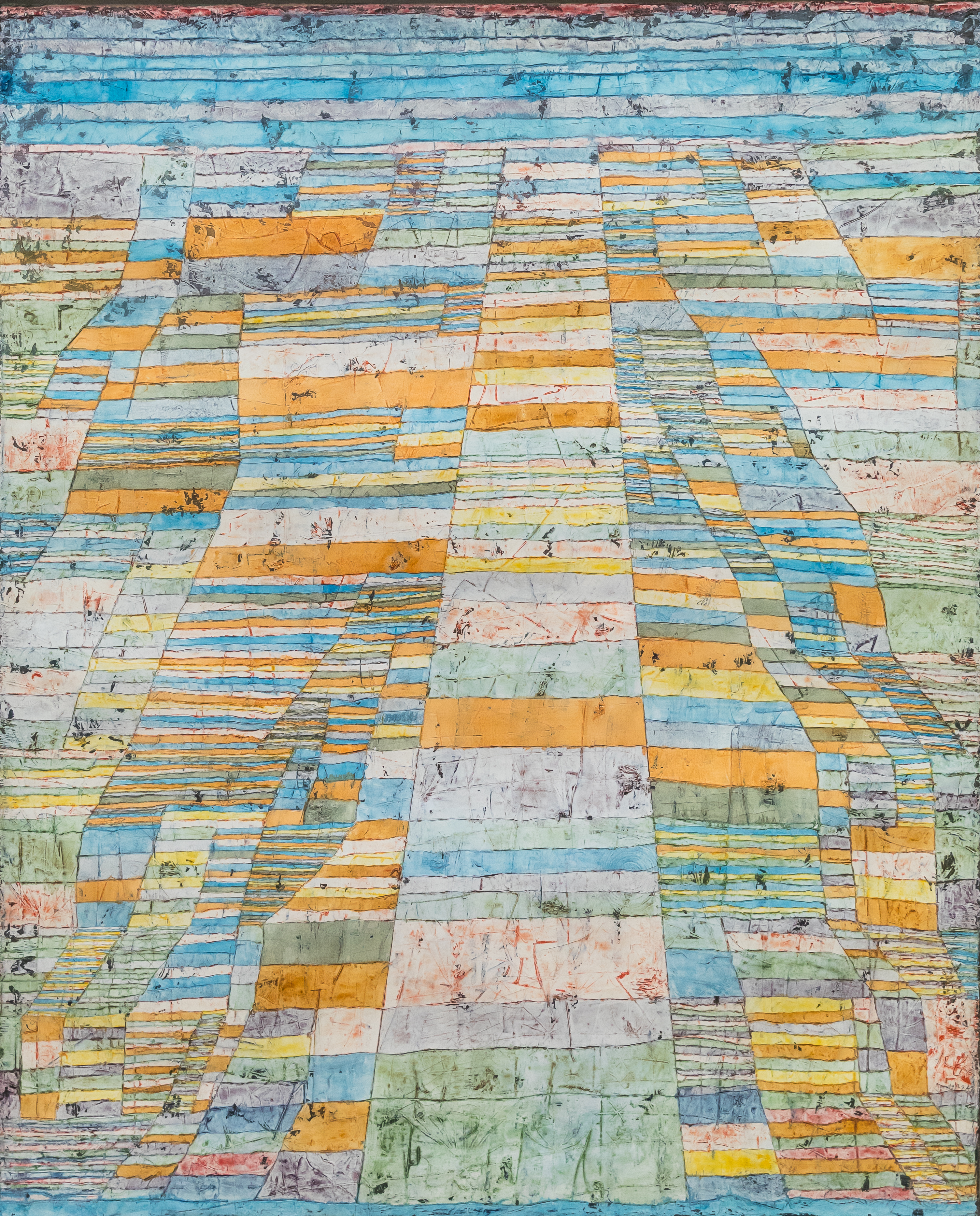
Paul Klee, Hauptweg und Nebenwege, 83,7 × 67.5 cm, 1929, Musée Ludwig, Cologne.

Le Musée d'Art Moderne de New York avait, par le passé, entrepris des démarches pour faire venir Max Ernst aux États-Unis. Peggy Guggenheim espère donc beaucoup d'Alfred Barr, qui se montre en effet très enthousiaste devant les travaux de Ernst. Peggy Guggenheim en profite pour échanger un tableau de Max contre un Malevitch. Le couple s'installe dans une maison où Max a son atelier et Peggy Guggenheim son « musée ».
Elle complète sa collection en achetant les tableaux qu'elle voulait exposer à Londres pour l'inauguration de Guggenheim Jeune et elle réunit ses acquisitions dans une anthologie qu'elle fait publier chez Madame Ferren avec des textes des artistes : Mondrian, Picasso, Chirico. Elle épouse ensuite Max Ernst et, peu après, elle fait la connaissance d'Amédée Ozenfant qui devient un de leurs amis proches, tout comme le peintre Matta qui était soupçonné d'espionnage par le FBI. Max Ernst est alors inquiété aussi par le FBI puis arrêté, malmené et surveillé de très près avant d'être libéré grâce à l'intervention d'un procureur.
Le 20 octobre 1942, Peggy Guggenheim ouvre sa galerie Art of this Century (L'art de ce siècle) à New York. Pour sa première exposition, elle présente Paul Klee. L'inauguration est un véritable événement : « Les éclairages rendaient les gens complètement fous. Une foule imposante arpentait les lieux (...) poussant, généralement en français, de grands cris d'admiration. On s'extasiait surtout devant la mise en scène de Kiesler le décorateur, et on regardait peu les tableaux. » Sa deuxième exposition est consacrée notamment à Joseph Cornell et à Marcel Duchamp. Un journaliste du Time écrit « Elle fait pratiquement vivre le groupe (d'exilés surréalistes aux États-Unis) en achetant ses toiles. » Elle expose également Mondrian. Dans cette galerie à but non commercial, elle avait donc commencé en exposant les surréalistes européens.

#### Les jeunes artistes américains
Sa rupture avec Max Ernst en mars 1943 et ses empoignades avec André Breton accélèrent son désamour pour l'avant-garde européenne. Elle cherche désespérément une autre voie. Sur les conseils de James Johnson Sweeney, qui allait devenir le directeur de la section peinture et sculpture du Museum of Modern Art, et de Howard Putzel, son secrétaire, elle se tourne vers les jeunes artistes américains. Elle décide au printemps 1943 de défendre les peintres de l'avant-garde américaine, que le critique du New Yorker Robert Coates qualifia d'expressionnisme abstrait. Mark Rothko et Jackson Pollock font partie de cette nouvelle tendance.
Poussée par Putzel, Sweeney et Soby, elle décide donc d'organiser, sept mois après l'ouverture de sa galerie, et après l'épisode surréaliste, un « salon de printemps des jeunes artistes » qui n'accueillerait quasiment que des artistes américains. Pourtant, elle n'est pas sûre de cet artiste que Sweeney et Putzel ont repéré : Jackson Pollock. Stenographic figure lui paraît atroce. Mais Mondrian lui aurait répondu en disant « J'essaie de comprendre ce qui se passe... Je crois que c'est la chose la plus intéressante que j'aie vue jusqu'à présent en Amérique. Il faudra surveiller cet homme » Robert Coates écrit dans sa chronique de l'exposition que Pollock est « l'hybride le plus prometteur du lot, avec des réminiscences de Henri Matisse et Joan Miró. » Quand elle retourne en Europe, en 1946, Peggy Guggenheim possède la plus belle collection de Pollock au monde, avec notamment ses premiers drippings.

### La création du musée Guggenheim à Venise

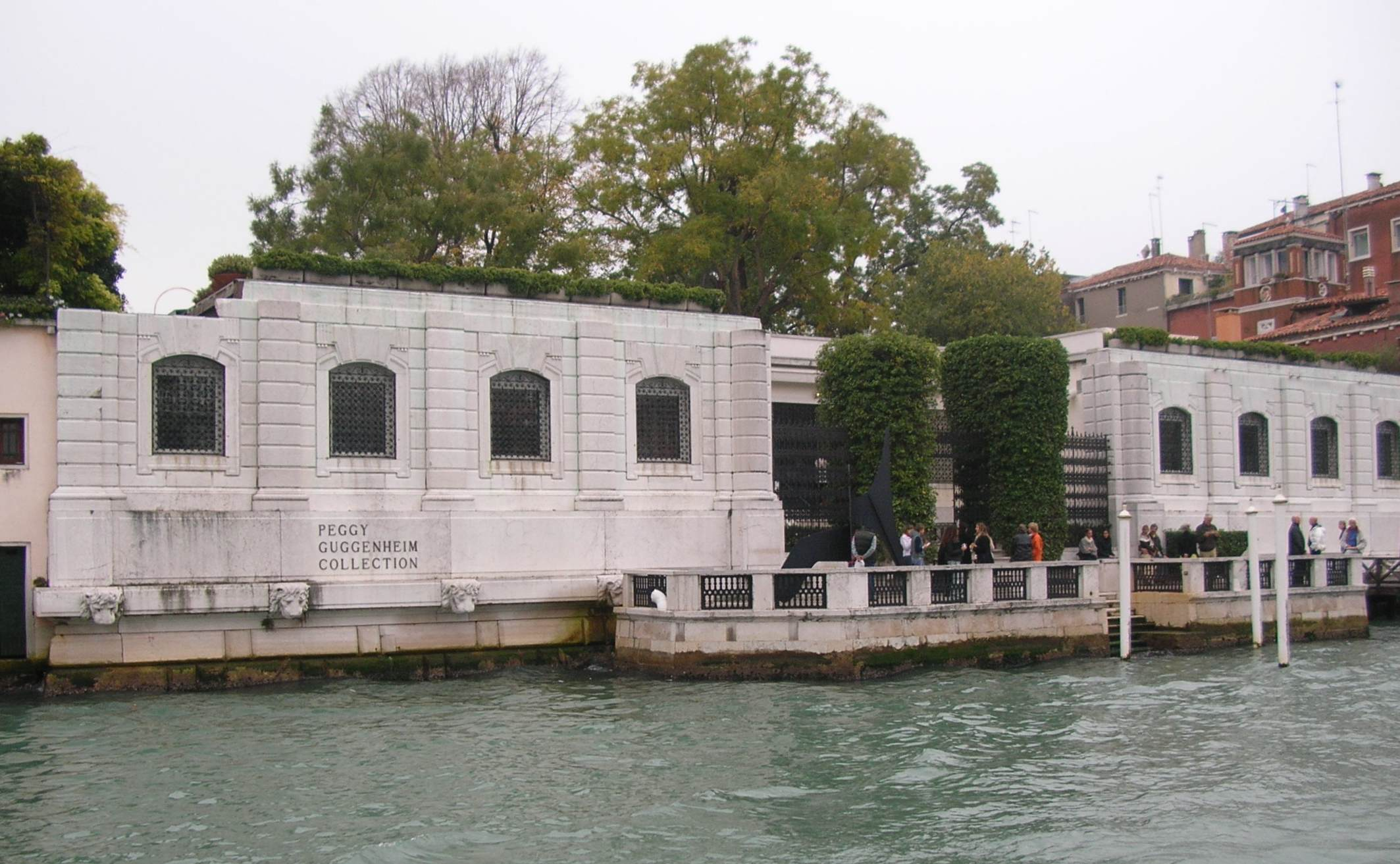
Musée Peggy Guggenheim à Venise.

Dès 1945, grâce à l'intervention de l'ethnologue Claude Lévi-Strauss, alors attaché culturel français, Peggy Guggenheim obtient auprès du consul général de France, un visa pour aller étudier le mouvement artistique en France et en Europe, ce qui lui permet d'aller à Paris, puis à Venise. Quand elle retourne à New York, elle ferme définitivement les portes de la galerie le 31 mai 1946 après une dernière exposition consacrée notamment à Jackson Pollock, Hans Richter, David Hare.
À Venise, où elle arrive en compagnie de Mary McCarthy et de son mari, Peggy Guggenheim souhaite s'installer avec ses tableaux, sa collection étant restée à New York. Grâce à l'appui du peintre Giuseppe Santomaso, elle est invitée à présenter sa collection à la XXIVe Biennale de Venise où elle est exposée dans le pavillon de la Grèce, local vide puisque la Grèce était alors en guerre. Après la biennale, Peggy Guggenheim ne sait toujours pas où entreposer ses tableaux qu'elle prête, en attendant, au musée Correr. En 1949, Flavia Paulon, secrétaire du comte Zorzi, lui trouve le fameux « palais inachevé », le palais Venier Dei Leoni. Commencé en 1749 par l'architecte Lorenzo Boschetti, ce palais était resté inachevé à la suite des revers de fortune de la famille Venier. Seul le rez-de-chaussée à bossages avait été élevé. Il reste une maquette du projet au musée Correr.
Sa première exposition au Palazzo dei leoni est composée pour l'essentiel de sculptures de Jean Arp, de Brancusi, d'un mobile de Alexander Calder et, plus particulièrement, du cavalier nu qui trône actuellement sur le parvis du musée, face au Grand Canal. C'est une sculpture de Marino Marini où l'homme présente un énorme phallus. Peggy Guggenheim a demandé que ce phallus soit amovible pour qu'on puisse l'ôter en cas d'interdit, ce qu'elle faisait chaque fois que des religieuses passaient en bateau devant le palais. Herbert Read a salué cette initiative comme un excellent défi. C'était l'un des plus proches amis de la mécène qui appelle l'un de ses chiens Sir Herbert en l'honneur de Read.
L'installation de la collection ne se fait pas sans mal, avec d'incessantes tracasseries douanières, à tel point que Peggy Guggenheim envisage de renoncer à Venise et de partir s'installer à Amsterdam, au Stedelijk Museum comme le lui propose son conservateur. En 1952 le musée Peggy Guggenheim ouvre finalement ses portes.

### Deuxième retour à New York
Peggy Guggenheim reste absente de New York pendant douze années au cours desquelles elle voyage en Inde, au Maroc, en Turquie. Lorsqu'elle y retourne pour l'inauguration du Musée Solomon R. Guggenheim, elle est d'abord choquée par l'architecture du bâtiment et par son emplacement qu'elle considère comme une erreur car il est « écrasé par les immeubles voisins et il ressemble à un énorme garage. » Elle est aussi choquée par la tournure qu'a pris le mouvement artistique américain qui semble être devenu, selon ses propres termes, une énorme aventure commerciale.

« Seuls subsistaient quelques rares amateurs. Le reste achetait par snobisme, ou bien, pour éviter des impôts, offrait des toiles aux musées en conservant le droit d'en jouir jusqu'à leur mort. Ce qui est une manière d'avoir le beurre et l'argent du beurre. »

Toujours selon Peggy Guggenheim, les prix deviennent ahurissants, les gens n'achetant que ce qui est le plus cher, n'ayant confiance en rien d'autre. L'art est alors utilisé comme un placement, les acheteurs passent des ordres sans même regarder les tableaux et s'informent par téléphone des cours et cotations. « Les peintres que j'avais péniblement vendus 600 dollars en touchaient 12 000. » Très déçue, Peggy Guggenheim s'aperçoit qu'il lui est impossible d'acheter un Brâncuşi à 45 000 dollars et que Lee Pollock refuse de vendre les œuvres de son mari. C'est la raison pour laquelle elle se tourne vers une autre forme d'art : l'art précolombien et l'art africain que lui avait fait découvrir Max Ernst.

« On me blâme pour ce que l'on peint de nos jours parce que j'ai aidé le mouvement artistique moderne lorsqu'il est né. Je ne suis absolument pas responsable. Dans les années 1940, il régnait aux États-Unis un esprit pionnier : l’expressionnisme abstrait. Je l'ai parrainé et ne le regrette pas. J'ai lancé Pollock, ou plutôt Pollock a lancé le mouvement. Cela suffit à justifier mes efforts. »

### Établissement définitif à Venise
Peggy Guggenheim établit définitivement son lieu de résidence et ses appartements dans le palais Venier. Elle y reçoit beaucoup d'amis aux noms célèbres : Paul Bowles, Truman Capote, Pablo Casals, ainsi que des artistes, des gens de plume ou du spectacle. Elle y vit jusqu'à sa mort le 23 décembre 1979. Ses cendres sont alors enterrées dans le jardin de son palais, aux côtés des sépultures de ses nombreux chiens et non loin d'un arbre planté par Yoko Ono. Après sa mort, la fondation Guggenheim englobe le palais Venier dei Leoni et la collection Peggy Guggenheim qui y est exposée dans ce lieu ouvert au public. Il y accueille régulièrement des expositions temporaires d'art moderne ou d'art contemporain, en moyenne, deux à trois par an.

## Le personnage mis en scène

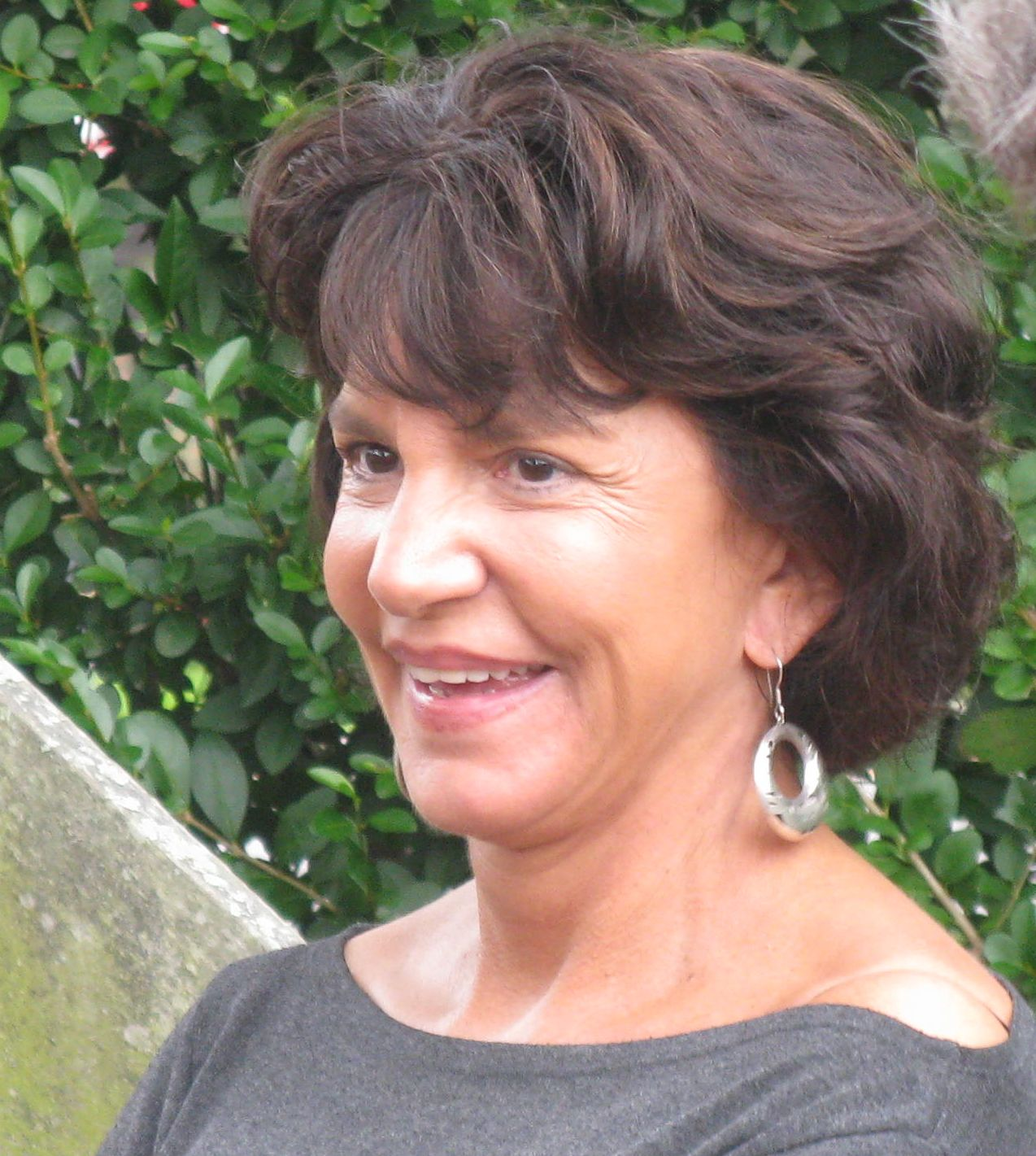
Mercedes Ruehl.

Peggy Guggenheim a joué au cinéma son propre rôle dans Eva de Joseph Losey avec Jeanne Moreau. Le film, tourné en 1962, se passe à Venise.
Son personnage a aussi inspiré plusieurs metteurs en scène de théâtre :
Aux États-Unis, en 2005, sa vie a été mise en scène par Lanie Robertson dans une pièce de théâtre, Woman before a Glass (« Femme devant son miroir »), où le personnage de Peggy Guggenheim est interprété par Mercedes Ruehl. À New York, la pièce est reprise au Abington Theater Arts Complex en mai 2011.
Le spectacle est joué pour la première fois en France du 17 mai au 25 juin 2011 au théâtre de la Huchette à Paris,. Adapté par Michael Stampe, le personnage de Peggy Guggenheim est interprété par Stéphanie Bataille, dans une mise en scène de Christophe Lidon.
On retrouve Peggy Guggenheim encore au cinéma dans le film Pollock, réalisé par Ed Harris, d'après la biographie de Jackson Pollock. Elle apparaît sous les traits de Amy Madigan.
Dans la bande dessinée Blake et Mortimer : Le Testament de William S. (2017), les auteurs Yves Sente et André Juillard rendent hommage à la mécène américaine Peggy Guggenheim et son musée vénitien d'art moderne avec la milliardaire américaine Peggy Newgols.
En 2023, Netflix produit la mini-série Transatlantique de Anna Winger et Daniel Hendler, basée sur le roman The Flight Portfolio de Julie Orringer. Le personnage de Peggy Guggenheim est incarné par Jodhi May. 